# Samuel Auchmuty
Samuel Auchmuty, GCB (Nova Iorque, 22 de junho de 1758 — Dublin, 11 de agosto de 1822) foi um general britânico. Distinto nova-iorquino, ele se alistou no exército britânico durante a Guerra da Independência dos Estados Unidos. Após longos anos de serviço na Índia, foi o protagonista da expedição ao Egito, da conquista de Montevidéu e da conquista de Java.

## Origens
O avô de Sir Samuel, Robert Auchmuty (morto em 1750), era descendente de uma família estabelecida em Fife, Escócia, no século XIV. O pai de Robert Auchmuty (bisavô de Sir Samuel) mudou-se para a Irlanda em 1699, e Robert emigrou para a América e estabeleceu-se em Boston, onde exerceu a advocacia com sucesso. Robert Auchmuty foi nomeado para a corte do almirantado em 1703, cargo que renunciou logo em seguida; mas foi reconduzido em 1733. Esteve na Inglaterra em 1741 como agente para a colônia, e no mesmo ano publicou em Londres um panfleto intitulado A Importância de Cape Breton para a Nação Britânica, e um Plano para Tomar o Lugar.
O pai de Sir Samuel, também chamado de Samuel (Boston, 16 de janeiro de 1722 - Nova York, 6 de março de 1777), foi um clérigo. Graduou-se em Harvard em 1742, estudou teologia na Inglaterra, e foi nomeado ministro-adjunto da igreja da Trindade em Nova York. Em 1764 se tornou reitor, e ficou responsável por todas as igrejas da cidade. Ele continuou a ler as orações para o rei durante a Guerra da Independência dos Estados Unidos, até que Lorde Stirling, no comando de Nova York, obrigou-o a renunciar; foi quando ele então, trancou as igrejas e se retirou para Nova Jersey, ordenando que nenhum serviço deveria ser realizado até as orações pudessem ser lidas novamente. Quando os britânicos capturaram Nova York ele passou através das linhas americanas com grande dificuldade. Encontrou sua igreja e a casa paroquial queimadas e os registros da igreja destruídos. As más condições a que foi submetido, a fim de evitar ser capturado pelas sentinelas americanas causaram sua morte.

## Carreira militar
Sir Samuel nasceu em New York em 1756, e foi educado no King's College, a instituição que deu origem a atual Universidade Colúmbia, onde se graduou em 1775. Um lealista, durante a Guerra da Independência Americana foi-lhe dado uma patente de aspirante no exército lealista em 1777, e em 1778 a de tenente no 45.º Regimento de Infantaria, sem remuneração. Quando seu regimento retornou à Inglaterra após a guerra, não tendo meios econômicos próprios, nem influência, transferiu-se para o 52.º (Oxfordshire) Regimento de Infantaria, a fim de seguir para a Índia.
Participou da última guerra contra Hyder Ali; foi recrutado pessoalmente por Lorde Cornwallis em 1790, atuou nas operações contra o sultão Tipu, e continuou em vários recrutamentos até 1797, quando retornou para a Inglaterra foi indicado para a promoção a tenente-coronel.
Em 1800 Auchmuty foi promovido tenente-coronel e recebia temporariamente o soldo de coronel; e no ano seguinte, como ajudante-geral do general David Baird no Egito, teve uma participação de destaque na marcha através do deserto e na Tomada de Alexandria. Em seu retorno à Inglaterra em 1803, foi nomeado cavaleiro, e três anos depois, foi enviado para o rio da Prata como general de brigada. Auchmuty foi um dos poucos oficiais que saíram da desastrosa expedição a Buenos Aires de 1806-07 com melhor reputação. Enquanto que o general John Whitelocke, o comandante, foi licenciado, Auchmuty foi ao mesmo tempo recontratado e promovido a major-general. Em 1810 foi nomeado para comandar o Exército de Madras.
No ano seguinte, Auchmuty comandou a expedição organizada para a conquista de Java, que o governador-geral, Lorde Minto, fez questão de acompanhar. A tomada da posição fortemente fortificada de Meester Cornelis (28 de agosto de 1811), obstinadamente defendida por uma guarnição neerlandesa sob o comando do general Jan Willem Janssens, praticamente alcançou a conquista da ilha, e depois da ação de Samarão (8 de setembro de 1811) Janssens se rendeu. Auchmuty recebeu os agradecimentos do Parlamento britânico e foi nomeado Cavaleiro da grã-cruz da Ordem do Banho e, em seu retorno para casa, foi promovido ao posto de tenente-general. Em 1822 se tornou Comandante-em-chefe da Irlanda, e membro do Conselho Privado irlandês. Morreu repentinamente em 11 de agosto de 1822.

## Família
Seu tio, filho do avô de Sir Samuel e também chamado Robert (nascido em Boston; morto em dezembro de 1788 em Marylebone, Inglaterra), foi um eloquente e bem sucedido advogado em Boston. Foi um dos defensores dos soldados envolvidos no massacre de Boston, e tornou-se juiz do almirantado em 1769; mas em 1776, sendo um fervoroso lealista, mudou-se para a Inglaterra. Suas cartas e as Thomas Hutchinson de Boston para a Inglaterra, que foram enviadas de volta para as colônias por Benjamin Franklin em 1773, causaram grande alvoroço.